# Prosoponoides shaanxi
Espèce
Prosoponoides shaanxi est une espèce d'araignées aranéomorphes de la famille des Linyphiidae.

## Distribution
Cette espèce est endémique du Shaanxi en Chine,. Elle se rencontre vers Houshenzi.

## Description
Le mâle holotype mesure 3,05 mm.

## Systématique et taxinomie
Cette espèce a été décrite par Tanasevitch en 2024.

## Étymologie
Son nom d'espèce lui a été donné en référence au lieu de sa découverte, le Shaanxi.

## Publication originale
- (en) Tanasevitch, « A new Prosoponoides Millidge & Russell-Smith, 1992 from Shaanxi Province, China (Araneae: Linyphiidae) », Arachnology, vol. 19, no 8,‎ 2024, p. 1114-1117